# Gente grande
Gente Grande es una murga uruguaya creada en 2022, su director responsable es Matías Canzani Fernández. Son sus letristas: Sofía Zanolli Sánchez, Matías Canzani Fernández, Joaquín de León Sena, Paula Pereyra Silveira y Javier López Cleffi.

## Historia
Comenzaron en Murga joven se fundó en el 2018 con el nombre de La Catinguda hasta 2021. En 2023 se estrena en el Concurso Oficial en Teatro de Verano Ramón Collazo con el nombre Gente Grande. 
En 2023, su espectáculo fue Síganme para más consejos.
En 2024 el nombre del espectáculo fue Berreta y elegante.
En 2025 el nombre del espectáculo fue "Puede Fallar" este año, tras la baja de su director, la murga sumó en la dirección escénica a Diego Mutiuzabal (ex director de murgas como Araca la cana, Curtidores de hongos, Un título viejo entre otras)
Además de sumar solistas como Nicolás Tzitzios y Agustina Cáceres.

## Posiciones
| 2023 | 2024 | 2025 |
| ---- | ---- | ---- |
| 17°  | 10°  | 15°  |

     No accedió a la liguilla